# 아시안 하이웨이 32호선
아시안 하이웨이 32호선(AH32, )은 조선민주주의인민공화국의 라선시 선봉구역에서 출발, 중국을 거쳐 몽골의 허브드까지 이어주는 총 연장 3,748 km 거리를 가진 고속도로 노선이다. 그러나 노선의 선형상 중국의 일부 구간 같은 경우 지정학적 위치에 따라 잠재적인 아시안 하이웨이의 간선 도로망과도 병용한다. 이와 함께 한반도에 놓인 아시안 하이웨이 노선 중에서 유일한 지선 노선이기도 하다.

## 주요 경유지
- 조선민주주의인민공화국 : 라선시 선봉구역 - 원종리 - 중화인민공화국의 경계선, 약 60 km[3][4]
- 중화인민공화국 : 취안허 국경검문소 - 장춘시 (AH31과 교차) - 우란하오터시 - 커얼친 우익전기 - 아얼산시 - 아얼산 국경검문소 (몽골 경계선), 1,131 km 구간[5]
- 몽골 : 슘베르 - 처이발상 - 은드르항 - 울란바토르 - 올리아스타이 - 허브드, 2,520 km 구간[6]

## 분기점
- 조선민주주의인민공화국: 아시안 하이웨이 6호선 - 선봉 분기점
- 중화인민공화국: 아시안 하이웨이 31호선 - 장춘 교차점
- 몽골: 아시안 하이웨이 3호선 - 울란바토르, 아시안 하이웨이 4호선 - 허브드

## 같이 보기
- 아시안 하이웨이
- 유럽 고속도로